# Vonza András
Vonza András (Nagykálló, 1955. július 28.) állatorvos, politikus, volt miniszter.

## Tanulmányai
1973-ban érettségizett, majd felvették az Állatorvostudományi Egyetemre, ahol 1978-ban diplomázott. Emellett 1985 és 1987 között sertés-egészségügyi szakállatorvosi képesítést szerzett.

## Állatorvosi tevékenysége
Diplomája megszerzése után a nagykállói Virágzó Föld Tsz-ben kapott üzemi állatorvosi állást. Innen 1995-ben távozott, amikor kinevezték kerületi főállatorvossá. 1998-tól 2001-ig Szabolcs-Szatmár-Bereg megyei igazgató főállatorvos volt, majd 2002-ben rövid időre visszatért ide, 2003-ban hatósági állatorvos lett.

## Közéleti tevékenysége
1983-ban a nagykállói református egyházkerület presbitere lett. 1989-ben lépett be a Független Kisgazdapártba, 1998-ban annak országgyűlési képviselő-jelöltje volt. 1995 és 1998 között a Szabolcs-Szatmár-Bereg Megyei Közgyűlés mezőgazdasági bizottságának tagja volt.
2001-ben, Torgyán József akkori földművelésügyi és vidékfejlesztési miniszter lemondása után Orbán Viktor akkori miniszterelnök behívta kormányába. Ugyanebben az évben elhagyta pártját. Posztját a ciklus végéig (2002) tartotta meg. A 2006-os önkormányzati választáson a Fidesz jelöltje lett volna a nagykállói polgármesteri posztra, de visszalépett.

## Családja
Nős, két gyermek édesapja.